# FC Edmonton
FC Edmonton är ett professionellt kanadensiskt fotbollslag från Edmonton, Alberta, grundat 2010. 
Klubben spelar sedan säsongen 2019 i Canadian Premier League och spelar sina hemmamatcher på Clarke Stadium. Klubbfärgerna är blått och vitt. Supporterklubben heter Edmonton Supporters Group. 

## Historia
FC Edmonton började spela i den nya nordamerikanska fotbollsligan North American Soccer League (NASL) 2011. Klubben valde efter säsongen 2017 att lämna North American Soccer League och lade ner sin professionella verksamhet. Klubbens akademi och ungdomslag fortsatte dock sin verksamhet.
I juni 2018 meddelade FC Edmonton att de skulle börja spela i nyskapade Canadian Premier League från och med säsongen 2019.